# Emigracja ukraińska
Emigracja jest znaczącym zjawiskiem w dziejach Ukrainy, co związane było z brakiem własnego państwa i represji wobec działaczy niepodległościowych, zmuszonych emigrować. Znacząca była też emigracja zarobkowa, której początek datuje się na lata 80. XIX wieku.

## Wiek XIX
Emigracja polityczna związana jest represjami politycznymi, jakie spotkał ruch ukraiński w drugiej połowie XIX wieku. (ukaz carski z 1876 roku). Centrum emigrantów staje się Praga, gdzie w 1876 wychodzą zabronione Rosji carskiej utwory Szewczenki. Innym ważnym centrum staje się Genewa, gdzie działa jeden z najwybitniejszych twórców ukraińskiej myśli politycznej Mychajło Drahomanow. Wydaje on tam pismo Hromada.

## Emigracja po I wojnie światowej

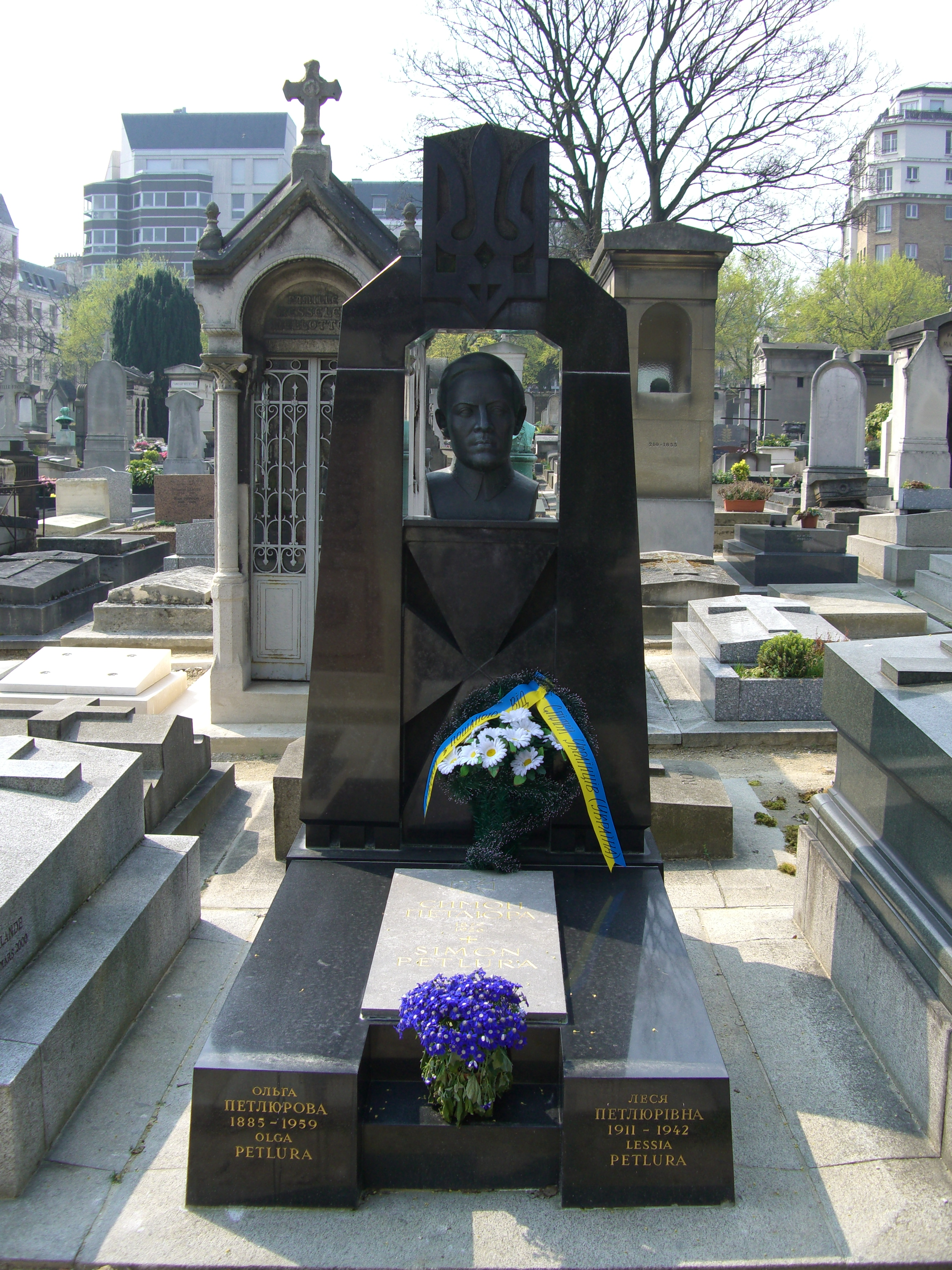
Grób Symona Petlury na cmentarzu w Paryżu

Porażka niepodległościowego wysiłku i brak niezależnego państwa sprowokowała wielu Ukraińców do emigracji. Wielu działaczy Ukraińskiej Republiki Ludowej udali się na emigrację, a wśród nich Symon Petlura.

## Emigracja po II wojnie światowej
Po II wojnie światowej, wskutek ucieczki lub pracy przymusowej, na terenie Niemiec na Zachodzie znalazło się od 1,5 do 3 mln Ukraińców. Znaczna ich część przebywała przez pewien czas po wojnie w obozach dipisów (displaced persons) głównie na terenie zachodnich Niemiec. Ich losem zajmowała się International Refugee Organization, która do początku lat 50. zajmowała się ich przesiedleniem do USA, Kanady, Australii, Wielkiej Brytanii.  W Monachium jako kontynuacja Praskiej Wyższej Szkoły, która powstała w okresie międzywojennym, przeniesiono istniejący od 1921 roku Wolny Uniwersytet Ukraiński (Ukrainische Freie Universität), który działał tam w latach 1950–1956.
Życie polityczne powojennej emigracji zdominowane było przez podziały, które charakteryzowały Ukraińców w II Rzeczypospolitej z wyłączeniem komunistów.
Szczególne, choć nie wiodące miejsce, odgrywali emigranci OUN-UPA, którzy w okresie zimnej wojny działali w organizacjach antykomunistycznych i współdziałali z wywiadami państw zachodnich. Nie stanowili oni jednak jednolitego środowiska, będąc silnie podzieleni między sobą (przede wszystkim na zwolenników Mykoły Łebedia i Stepana Bandery). Zabójstwo Bandery przez rosyjskiego agenta NKWD stanowiło jedno z poważnych wydarzeń dla tego odłamu ukraińskiej diaspory. Wraz z odprężeniem w stosunkach Wschód-Zachód rola tych środowisk wyraźnie zmalała.
W latach 70. i 80. życie intelektualne diaspory ukraińskiej zdominowały ośrodki w USA i środowisko historyków związaniach w dużej części z uniwersytetem Harvarda. Wśród nich należy wymienić Iwana Łysiaka-Rudnyckiego, Oresta Subtelnego, Romana Szporluka. Ich prace publikowane po angielsku i tłumaczone na język ukraiński po roku 1991 odegrały znaczącą rolę w przeobrażeniach historiografii ukraińskiej w niepodległym państwie.

## Okres po 1991 roku
Choć wraz z uzyskaniem niepodległości wielu emigrantów wróciło do kraju lub też systematycznie do niego przyjeżdżało, to w poważny sposób nasiliła się emigracja zarobkowa. Jednym z jej istotnych kierunków stała się Polska.